# George Pattullo (football)
Pour les articles homonymes, voir George Pattullo et Pattullo.
George Simpson Drynan Pattullo, né le 4 novembre 1888 à Glasgow et mort le 5 septembre 1953 à Londres, est un footballeur écossais des années 1910 qui jouait au poste d'attaquant. Il combat lors de la Première Guerre mondiale. Il devient ensuite entraîneur.

## Biographie
George Pattullo est un exemple de «sportsman» typique du début du XXe siècle : il pratique plusieurs sports, comme le tennis, le rugby, le hockey ou le football. Les affaires commerciales de sa famille dans le secteur du charbon le font venir en Espagne en 1910.
Le fondateur du FC Barcelone, Hans Gamper, le persuade de jouer pour le Barça après l'avoir vu marquer cinq buts à Badalone lors d'un match amical entre la colonie britannique et l'Universitari. Pattullo débute avec le Barça le 24 septembre 1910 à l'occasion d'un match amical face au RCD Espanyol (1 à 1, but de Pattullo). Il débute en match officiel le 11 décembre 1910 face à l'Universitari lors d'un match du championnat de Catalogne. Il devient rapidement une idole des supporters grâce à ses nombreux buts et sa technique. Il est considéré comme l'introducteur de la volée à Barcelone qu'il enseigne à de futurs grands joueurs tels que Paulino Alcántara.
Il joue deux saisons avec le FC Barcelone au cours desquelles il marque 15 buts en 8 matches officiels. Il joue aussi 16 matches non officiels et marque 28 buts, ce qui donne une moyenne exceptionnelle. Il remporte le championnat de Catalogne en 1911 et la Coupe des Pyrénées en 1912.
En mai 1911, ses obligations professionnelles l'obligent à retourner en Écosse. Cependant, le FC Barcelone lui demande en 1912 de revenir pour jouer la demi-finale de la Coupe des Pyrénées face au RCD Espanyol. Pattullo accepte et il joue son dernier match officiel avec le Barça le 10 mars 1912 (victoire 3 à 2 avec deux buts de Pattullo). Barcelone se qualifie pour la finale et gagne le trophée.
Le 17 avril 1928, il reçoit un hommage au Stade des Corts où il donne le coup d'envoi d'honneur du match entre le FC Barcelone et le Real Oviedo.
George Pattullo combat lors de la Première Guerre mondiale au sein de la Brigade écossaise Tyneside. Il est décoré avec la Military Cross. L'exposition au gaz moutarde pendant la Bataille de la Somme affecte ses poumons et l'empêche de rejouer au football. Après la guerre, il s'installe à Newcastle.
Dans les années 1930, il s'installe à Majorque où il entraîne Baleares FC, ancêtre de l'Atlético Baleares.
Les dernières années de sa vie sont marquées par des problèmes de santé en raison de ses poumons défaillants et de son addiction à l'alcool. Il meurt à Londres en 1953.